# Asha-Rose Migiro
Asha-Rose Mtengeti Migiro (sinh ngày 9 tháng 7 năm 1956) là một chính trị gia và là nhà ngoại giao người Tanzania, đồng thời còn là Phó Tổng thư ký Liên Hợp Quốc nhiệm kì từ năm 2007 đến năm 2012. Bà được bổ nhiệm làm Đặc phái viên của Tổng thư ký Liên Hợp Quốc về vấn đề HIV/AIDS ở Châu Phi vào ngày 13 tháng 7 năm 2012.

## Thời thơ ấu và giáo dục
Sinh ra tại Songea ở Ruvuma Region, Migiro bắt đầu học ở trường tiểu học Mnazi Mmoja vào năm 1963. Sau đó bà chuyển đến trường tiểu học Korogwe, Trường Trung học cơ sở Weruweru, và cuối cùng, bà học tại trường trung học Korogwe, nơi bà ấy tốt nghiệp trung học vào năm 1975.
Bà nhận bằng Cử nhân luật và Thạc sĩ Luật từ Đại học Dar es Salaam và bằng tiến sĩ năm 1992 từ Đại học Konstanz ở Đức. Trước khi tham gia chính trường, bà là giảng viên cao cấp tại Khoa Luật của Đại học Dar es Salaam (UDSM). Bà đứng đầu lập pháp Bộ Hiến pháp và Luật Hành chính từ năm 1992 đến 1994 và Bộ Luật Dân sự và Hình sự từ năm 1994 đến 1997.

## Sự nghiệp sau này
Sau khi phục vụ tại Liên Hiệp quốc, Migiro trở về Tanzania và được bổ nhiệm làm bộ trưởng nội các trong nội các của Jakaya Kikwete. Sau đó, bà tham gia cuộc đua trở thành ứng cử viên CCM trong Cuộc tổng tuyển cử Tanzania năm 2015, nhưng thất bại trước John Magufuli.
Tổng thống Magufuli bổ nhiệm Migiro làm Cao ủy tại Vương quốc Anh vào tháng 5 năm 2016.

## Cuộc sống cá nhân
Bà đã kết hôn với Cleophas Migiro và cặp vợ chồng có hai cô con gái.